# Ed Bruce
William Edwin "Ed" Bruce, Jr., född 29 december 1939 i Keiser, Mississippi County, Arkansas, död 8 januari 2021 i Clarksville, Tennessee, var en amerikansk countrysångare och låtskrivare. 
Bruce slog igenom 1975 med "Mammas Don't Let Your Babies Grow Up to Be Cowboys", som nådde topp 20 på countrylistan. Låten blev än mer känd inspelad av Willie Nelson och Waylon Jennings, vars version gavs ut 1978. Bruces mest framgångsrika egna inspelning är "You're the Best Break This Old Heart Ever Had", som toppade countrylistan 1982.

## Diskografi (urval)
Album
- 1968 – If I Could Just Go Home
- 1969 – Shades of Ed Bruce
- 1974 – Ed Bruce
- 1977 – The Tennessean
- 1978 – Cowboys and Dreamers
- 1980 – Ed Bruce
- 1981 – One To One
- 1982 – I Write It Down
- 1983 – You're Not Leaving Here Tonight
- 1984 – Tell 'Em I've Gone Crazy
- 1984 – Homecoming
- 1986 – Night Things
- 2002 – This Old Hat
- 2004 – Changed
- 2007 – Sing About Jesus

Singlar (mest kända sånger och deras placering på Billboard Hot Country Songs)
- 1967 – "Last Train to Clarksville" (#69)
- 1975 – "Mammas Don't Let Your Babies Grow Up to Be Cowboys" (#15)
- 1977 – "Texas (When I Die)" (#52)
- 1978 – "The Man That Turned My Mama On" (#70)
- 1980 – "Girls, Women and Ladies" (#14)
- 1981 – "(When You Fall in Love) Everything's a Waltz" (#14)
- 1981 – "You're the Best Break This Old Heart Ever Had" (#1)
- 1982 – "Love's Found You and Me" (#13)
- 1982 – "Ever, Never Lovin' You" (#4)
- 1982 – "My First Taste of Texas" (#6)
- 1983 – "After All" (#4)
- 1984 – "You Turn Me On (Like a Radio)" (#3)
- 1986 – "Nights" (#4)